# Куранов, Александр Васильевич
Александр Васильевич Куранов (11 апреля 1902 — 16 февраля 1973) — советский хозяйственный, государственный и политический деятель.

## Биография
Родился 11.04.1902 в селе Сормово. Член ВКП(б).
С 1915 года — на хозяйственной, общественной и политической работе. В 1915—1962 гг. — ученик токаря, токарь по металлу на фабрике «Красный Профинтерн» в Гусь-Хрустальном, в Красной Армии, помощник комиссара в военно-продовольственных отрядах, секретарь ячейки РКСМ на фабрике «Красный Профинтерн», член Владимирской губернской пропагандистской группы ЦК партии, завуч в губсовпартшколе Владимира, заведующий отделом пропаганды Владимирского городского комитета ВКП(б), старший мастер, заместитель начальника цеха, секретарь парткома завода им. М. И. Калинина в Калининграде Московской области, директор Брянского машиностроительного завода им. С. М. Кирова, директор Усть-Катавского вагоностроительного завода, начальник 6-го Главного управления Министерства вооружения СССР, на работе в НИИ, на подмосковных предприятиях военной и космической промышленности.
Избирался депутатом Верховного Совета СССР 1-го созыва.